# Varkensmarkt (Roermond)
De Varkensmarkt is een straat in de binnenstad van de Nederlandse stad Roermond. Deze loopt vanaf de Markt tot aan de "Bergstraat", "Schoenmakersstraat" en de Steenweg waar hij in overgaat.
De Varkensmarkt is een vrij smalle winkelstraat die al eeuwenoud is met ook nog enige monumentale panden. Daaraan is echter door een aardbeving in 1992 de nodige schade ontstaan, zoals bij de nummers 6 en 6a.
De Varkensmarkt dankt zijn naam aan het feit dat hier al in de middeleeuwen varkens werden geslacht. Het gebouw waar dat plaatsvond, bevindt zich nog steeds aan deze straat. De haken zitten zelfs nog aan de muur van dit pand waaraan de varkens vroeger werden opgehangen om geslacht te worden.